# فیلپس‌برگ (جورجیا)
فیلپس‌برگ (به انگلیسی: Phillipsburg) یک منطقهٔ مسکونی در ایالات متحده آمریکا است که در شهرستان تیفت، جورجیا واقع شده‌است. فیلپس‌برگ ۰٫۸ کیلومتر مربع مساحت و ۸۸۷ نفر جمعیت دارد و ۹۶ متر بالاتر از سطح دریا واقع شده‌است.